# هانگدو جی‌ال-۱۰
هانگدو جی‌ال-۱۰ (猎鹰) که با نام L15 نیز شناخته‌می‌شود، یک هواپیمای آموزشی پیشرفته ساخت شرکت هانگدو چین است. این هواپیمای آموزشی شباهت زیادی به یاکوولف یاک-۱۳۰ روسی و آلنیا آئرماچی ام-۳۴۶ مستر ایتالیایی دارد. این هواپیما در نیروی هوایی چین و زامبیا برای مصارف آموزشی استفاده می‌شود و کشورهای پاکستان، اروگوئه و بولیوی نیز برای خرید آن تمایل نشان‌داده‌اند.

## نگارخانه

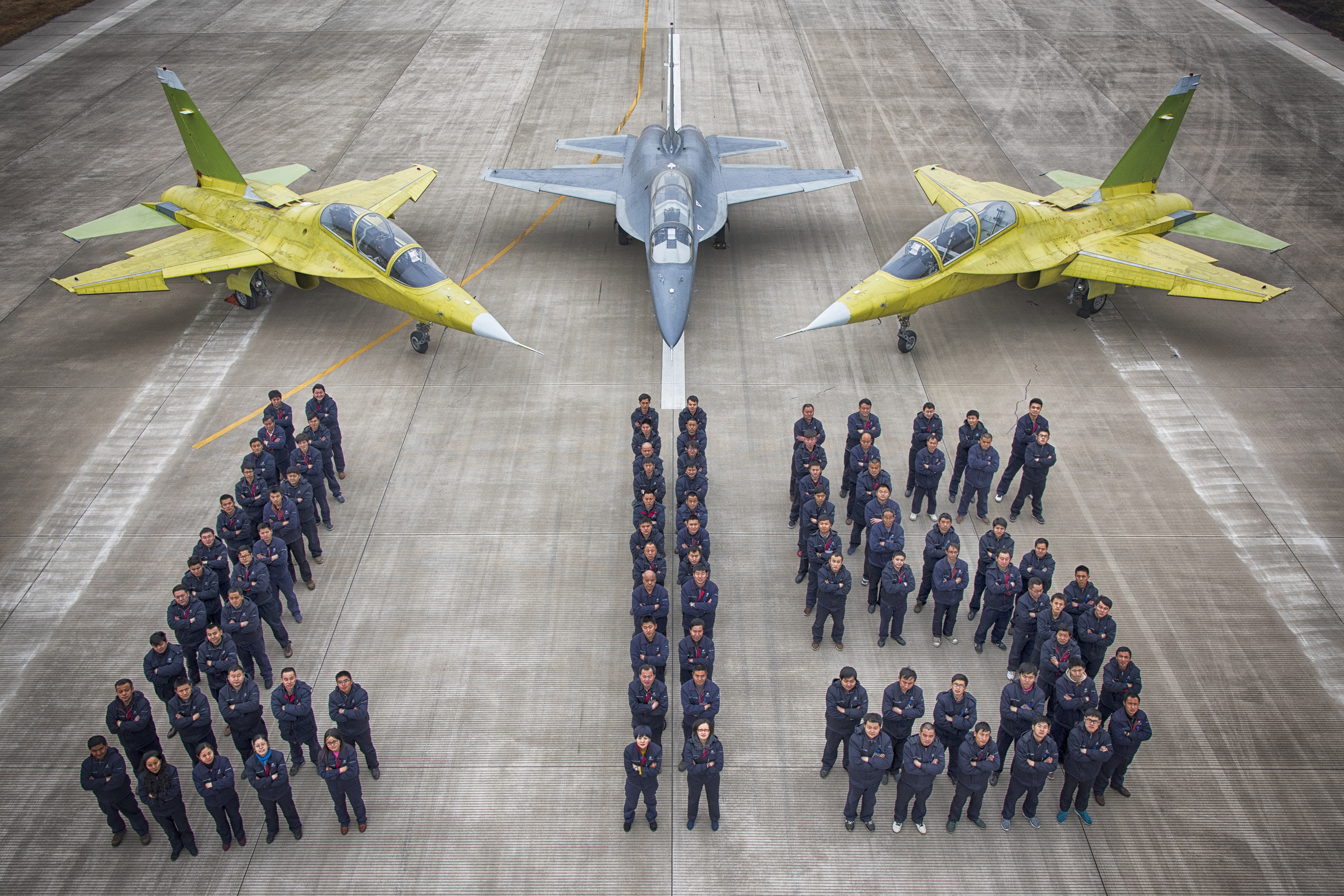
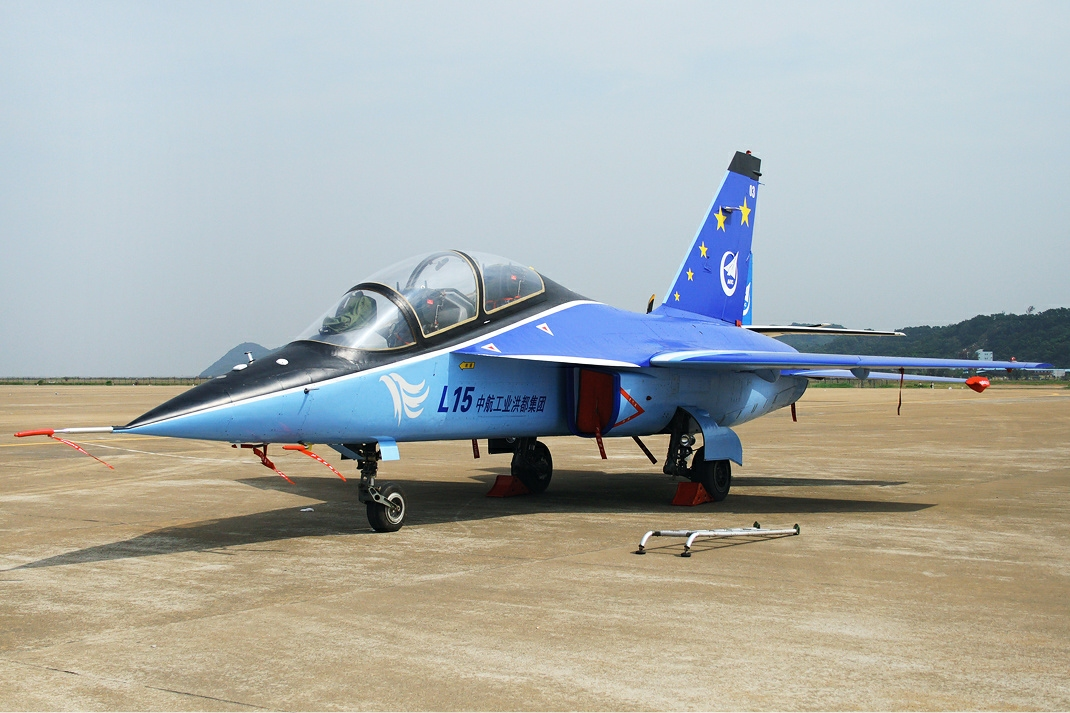

## مشخصات
داده‌ها از Military-Today（estimate）
L-15A
ویژگی‌های عمومی
- خدمه: ۲
- طول: ۱۲٫۲۷ متر (۴۰ فوت ۳ اینچ)
- پهنای بال: ۹٫۴۸ متر (۳۱ فوت ۱ اینچ)
- ارتفاع: ۴٫۸۱ متر (۱۵ فوت ۹ اینچ)
- وزن خالی: ۴٬۹۶۰ کیلوگرم (۱۰٬۹۳۵ پوند)
- وزن ناخالص: ۶٬۵۰۰ کیلوگرم (۱۴٬۳۳۰ پوند)
- بیشترین وزن برخاست: ۹٬۵۰۰ کیلوگرم (۲۰٬۹۴۴ پوند)
- پیشرانه: ۲ عدد afterburning turbofan engines Ivchenko-Progress AI-222K-25 or AI-222-25F

عملکرد